# 송슬기
송슬기(1987년 2월 3일 ~ )는 대한민국의 전 희극 배우이자, 현 송슬기의 슬기로운 라디오 방송의 DJ이다.

## 출연작

### 방송
- 개그야 (MBC)
- 폭소클럽 (KBS)
- 송슬기의 슬기로운 라디오 방송 (전주방송)